# François Fornieri
François Fornieri (Ougrée, 30 april 1962) is een Belgisch ondernemer uit Luik. Hij is medeoprichter en CEO van het farmaceutische bedrijf Mithra Pharmaceuticals.

## Levensloop
Fornieri is de kleinzoon van Italiaanse immigranten en de zoon van een staalarbeider. Hij studeerde af als industrieel ingenieur chemie en begon hij zijn carrière als commercieel afgevaardigde bij het Franse farmaceutische bedrijf Sanofi. Na een jaar ging hij aan de slag bij Schering, specialist in contraceptie, waar hij opklom tot commercieel en marketingdirecteur voor België. In 1998 verliet hij Schering en richtte hij samen met professor Jean-Michel Foidart het bedrijf Mithra Pharmaceuticals op. Het bedrijf was initieel een spin-off van de Universiteit van Luik. Fornieri controleerde anno 2019 34% van het bedrijf dat gespecialiseerd is in vrouwengeneesmiddelen.
In januari 2020 geraakte bekend dat tegen Fornieri bij het Luikse gerecht en beurswaakhond FSMA zowel een strafonderzoek als gerechtelijk onderzoek liepen wegens een mogelijke inbreuk op het verbod van beurshandel met voorkennis. Fornieri investeerde eind 2018 in het beveiligingsbedrijf Protection Unit van horeca-ondernemer Samuel Di Giovanni, die op zijn beurt voor hetzelfde bedrag Mithra-aandelen kocht en nadien aan Fornieri doorverkocht. Begin 2021 zette hij een stap opzij als CEO van Mithra. In april van dat jaar werd Fornieri in verdenking gesteld voor misbruik van voorkennis. In juni 2022 eindigde ook zijn niet-uitvoerend bestuursmandaat bij Mithra. In februari 2024 werd hij vrijgesproken voor handel met voorkennis.

### Nethys
In september 2019 raakte bekend dat Fornieri samen met politicus Stéphane Moreau (PS) had geprobeerd een aantal onderdelen van de Waalse intercommunale Nethys (energiebedrijf Elicio en netwerkintegrato Win) over te nemen zonder daarvoor de marktconforme prijs te betalen. Beide Nethys-vehikels werden zonder aanbestedingsproces verkocht aan Ardentia Tech, een consortium opgericht door Fornieri en Moreau. Bovendien was Moreau CEO van Nethys en zetelde Fornieri in de raad van bestuur van de intercommunale. Nadat bekend geraakte dat Elicio en Win onder de marktprijs werden verkocht en Fornieri en Moreau aan zowel koop- als verkoopzijde betrokken waren, liet Fornieri Moreau vallen als gedelegeerd bestuurder van Ardentia Tech. De overname van Elicio en Win door Fornieri bleek een stap te ver voor de Waalse politiek. De nieuwe Waalse minister-president Elio Di Rupo vernietigde de overnamedeals en Fornieri nam beide Nethys-onderdelen uiteindelijk niet over. In juni 2024 ging de moederholding van Mithra failliet.
Voor zijn rol in de Nethys-affaire (uitloper van het Publifinschandaal) werd Fornieri in januari 2021 gearresteerd. Fornieri was voorzitter van het benoemings- en remuneratiecomité van Nethys, dat ongeveer 15 miljoen euro besteedde aan ontslagvergoedingen voor Nethys-topfiguren, waaronder Stéphane Moreau.

### Overige activiteiten
Fornieri bekleedde ook bestuursmandaten bij onder meer bij de Waalse werkgeversorganisatie UWE.
Begin augustus 2020 raakte bekend dat Fornieri de helft van voetbalclub Standard Luik zou aankopen. In november 2020 werd bekendgemaakt dat Fornieri toch niet in de Luikse voetbalclub zou stappen.
Fornieri investeerde in de artisanale chocolatier Millésime, automerk Imperia en het muziekfestival Les Ardentes.
In september 2021 bracht Fornieri een merk van luxeschoenen, Rose Mercier, op de markt.

### Hobby's
In zijn "Maison Alexandre" stelt Fornieri zijn privécollectie kunstwerken tentoon. Er staat onder andere een topwerk van Fred Krugger.
In 2013 kocht Fornieri het 16de-eeuwse huis Hôtel de Bocholtz in Luik voor 1,4 miljoen euro. In dit gebouw is de Luikse afdeling van de zakenclub B19 gevestigd, waarvan Fornieri medeoprichter en voorzitter van is.

### Onderscheidingen
In januari 2012 werd Fornieri door het weekblad Trends-Tendances verkozen tot Franstalige Manager van het Jaar 2011.
In september 2013 ontving Fornieri de Waalse Orde van Verdienste.